# ダイハツ・ソニカ
ソニカ（SONICA）は、ダイハツ工業で生産･販売されていたハッチバック型軽自動車（軽セダン）。

## 概要
2005年の東京モーターショーで発表された「SKツアラー」をベースとしている。“爽快ツアラー”をコンセプトとし、スペシャリティ軽カーに位置づけられ爽快で質感の高い走りを実現すると共に、低く長く身構えた新ジャンルのスタイルとクオリティの高い室内空間で、少し遠くまでのドライブを気持ち良く楽しめるクルマがソニカである。
軽自動車の主流である全高の高いデザインとは対照的なローロングフォルム（全高1,470mm、軸距2,440mm）であり、3グレードの全車にターボエンジンを採用、当時のダイハツ製の軽では非常に珍しいフロントとリヤにスタビライザーを装備（4WD車はフロントのみ）。CVTとエンジンの結合剛性を高めノイズを改善。さらに2WD車はエンジンマウントに2点＋トルクロッド方式を採用、ドアは下端2重シール化やミラー形状の工夫で風切り音やロードノイズも大幅に低減。100km巡航時 2,900rpm・60km巡航時 1,900rpm といった一般道から高速道路にいたるまで今までの軽自動車らしからぬ静かで力強い走りが特徴。
世界初（2006年6月当時）のインプットリダクション式3軸ギヤトレーン（CVT）により低燃費にも貢献し、環境性能としてはスーパーインテリジェント触媒の採用で排気ガスをクリーンにしている。また、全グレードにキーフリーシステムを採用する。このシステムの特徴は電子キーをソニカに近づけるだけで「施錠・開錠される」ことであり、近づいてからドアハンドルのボタンを押す必要がない。またダイハツの軽自動車としては珍しく、FF/4WD車共にトーションビームを採用している点も大きな特徴であった。(他にはエッセがある)
2WDモデルでは爽快ツアラーの名に恥じない “レーダークルーズコントロール”をメーカーオプション設定。レーダークルーズコントロールのオプション設定については旧ムーヴが軽自動車初でありセット価格で30万、ソニカでは単品で11万円であった。
リアビューからMAXの後継車であるようにみえるがダイハツはそれを否定した。
シートは開発の際、トヨタ・セルシオのような上質なシートを目指し、軽自動車の幅に収まる様にしたとあるが、実質はあくまで軽自動車レベルに留まるものの、開発コストは高く、シートをきちんと起こして正しい姿勢で運転した場合、一般的なベンチシートよりも流石にホールド性は評価でき、乗り心地も良い。
発売以来、特別仕様車も発売されず、グレード体系も一度も見直されなかった。
販売台数が終始伸び悩んだため、2009年に販売終了。販売期間は3年で、これは同社の軽自動車の中でも比較的短い。具体的な販売期間は下記の通り。
- 一部改良前モデル - 2006年（平成18年）6月19日 ～ 2007年（平成19年）8月19日
- 一部改良後モデル - 2007年（平成19年）8月20日 ～ 2009年（平成21年）6月30日

型式はFFはL405S、4WDはL415S。

## 型式 L405S/415S型（2006年 - 2009年）

### メカニズム
エンジンは全車直列3気筒KF-DET型ターボエンジンが搭載され（歴代車で最初の採用）、トランスミッションは全車CVTが用いられる。同ターボエンジンは、同車で初めて採用された。駆動方式はFFと4WD（スタンバイ式）が用意される。

### 年表
- 2006年（平成18年）6月19日 - 発売。グレード構成は廉価グレードからR・RS・RSリミテッド（FF・4WDとも）。またRSリミテッドのFF車ではレーダークルーズコントロールをメーカーオプションとしている。
- 2007年（平成19年）
  - 1月17日 - 第17回省エネ大賞・資源エネルギー庁長官賞を受賞。
  - 8月20日 - 一部改良。主な変更点はメッキフロントグリルの採用バンパー下部（全車）およびサイドストーンガード（RS・RSリミテッドのみ）のボディ同色化、シート表皮変更、内装色変更など。装備面ではRに14インチアルミホイール、RSリミテッドに6スピーカーを標準化、バニティミラー横のランプが廃止されている。
- 2009年（平成21年）
  - 5月[3] - 本社工場の生産ラインの集約化を理由にオーダーストップに伴う生産完了[4]。それ以後は在庫のみの対応となる。
  - 6月27日 - 同社のホームページへの掲載終了。
  - 6月30日 - 販売終了。後継となる車種はないが、ソニカと同じKF-DET型エンジンを搭載する既存の軽ハッチバックセダンのミラカスタム「RS」（当時）が間接上の代替車種となった。

## 車名の由来
音速のように速いという意味の「SONIC SPEED CAR」から。また「Soaring and Nimble Car（舞うような、そして素早いクルマ）」の意も込められている。